# Brita Brazil
Márcia Monteiro Brito (Rio de Janeiro, 31 de janeiro de 1952) mais conhecida pelo nome artístico de Brita Brazil.  É uma atriz, modelo, cantora, compositora, escritora, poeta, coreógrafa, bailarina (premiada pelo Ballet Dalal Achcar), roteirista, produtora e diretora. Brita escreveu e produziu 3 monólogos teatrais: "A História da Nega Brita", direção de Cláudio Filiciano, "Movimentos e Pensamentos" (musical poético) e "Flora Nordestina, A Heroína Que Não Aceita Propina". Essas duas últimas foram escritas, produzidas, dirigidas e atuadas por Brita, no SESC de Bento Gonçalves/RS. Também produziu diversos shows musicais. Atualmente, Brita está em pré-produção do documentário de seu livro de seus 23 anos trabalhando em Moda: "Márcia Brito, a primeira Top Model do Rio de Janeiro", cuja estreia está prevista para 2025.

## Biografia

### Moda
Brita iniciou sua carreira de modelo aos 10 anos de idade, num desfile no Hotel Copacabana Palace.  
Sua vida extremamente ecológica, deve-se por, desde menina, ter tido uma educação ecológica, e ao mesmo tempo futurista (vanguardista) por seu pai, Hilton Brito. Um jovem atlético admirado pela ousadia de subir descalço em palmeiras de mais de 20 metros, para pegar cachos de açaí. Ele foi um exímio técnico em aviação, cuja origem de seu conhecimento data de 1943, quando se aproximou da Força Aérea Americana, durante a Segunda Guerra Mundial, que fazia base em Belém, para aprender a pilotar. Aos 16 anos já transportava passageiros pela Floresta Amazônica dentro da selva com pouquíssimos recursos tecnológicos, na qual a pista era de terra construída manualmente, em aviões sem teto, usando na cabeça apenas um capacete mole, de couro, e um óculos hermeticamente fechado por conta do forte vento. Com seu pai, também aprendeu, além dos valores da Natureza, também sobre Astronáutica, Filosofia, Biologia,  Astronomia, Ocultismo, Cultura Indígena eBotânica. Seu tio, Paulo Cavalcanti, foi um dos maiores botânicos da Amazônia, que além de ter um livro de cadastros de plantas, ajudou a construir o Museu Goeldi, onde há uma foto sua de tamanho original, na entrada, ao lado de uma onça.  
Filha de pais intelectuais, a mãe de Brita, Hilda Brito, professora de Português e admirável artista plástica, de quem Brita recebeu a influência da escrita, arte e musicalidade, e ter escrito um belo livro com toda obra artística em uma biografia de sua mãe. Aos 9 anos, Brita ganhou o Concurso de Dança Twist, no programa Clube do Guri, na TV Continental, Canal 9, cujo prêmio foi um livro de Matemática "Meu Tesouro". 
Na adolescência, era frequentadora assídua do novo Museu do Índio que, recentemente, havia sido mudado do Centro do Rio para rua das Palmeiras, em Botafogo. Ela adorava ir ao museu para aprender histórias indígenas, contadas pelo antropólogos, o Professor Mário, de quem recebia preciosas informações ditas e documentadas dessa bela Cultura. Brita ia, frequentemente, enriquecer sua cultura com ensinamentos do professor para "beber da fonte" de sua intensa sabedoria sobre o assunto indígena. Por indicação dele, ela entrou na criação da Comissão Pró-Índio, situada na Lapa
Foi então que começou a se conscientizar sobre os ataques, pelos pedidos de socorro dosindígenas pataxó, já naquela época, vindos daBahia. Eles avisavam, que estavam sendo invadidos por fazendeiros, ameaçando suas vidas, Em função disso, Brita se preparava para o vestibular, método aplicado nessa época para entrar na faculdade, para estudar Medicina, com a intenção de trabalhar em um posto da Funai, para ajudar a diminuir o impacto causado pela invasão da cultura não-indígena nesses nativos.   
Brita foi conhecer Orlando Villas Bôas, em São Paulo, no Sumaré, de quem ficou amiga. Ele a incentivou bastante com seu projeto de adentrar a Cultura Indígena. Mas em poucos meses depois recebendo a notícia que ficou sendo proibida a presença de mulheres trabalhando em postos da Funai, ela usou a estratégia de aceitar as propostas que lhes vinham sendo oferecidas no campo da moda, tomando como exemplo a atriz americana Jane Fonda, que usava sua fama como ativista. Nos anos 60/70, os indígenas, praticamente, não falavam português, e através da fama na moda, ela planejava mostrar ao Brasil, a urgência dessa cultura riquíssima de ser protegida. Não se tocava nesse assunto no Brasil, e era frequentemente, ridicularizada nesse meio, por suas lutas ecológicas e indígenas. Mais tarde, veio saber, que isso atrapalhou bastante sua carreira, foi declarada boicotada em sua carreira de atriz, por uma grande autoridade televisiva e ao longo de anos foi cumprindo sua estratégia, levando indígenas nas suas entrevistas de modelo. Foi pioneira em levá-los em escolas, para conversarem com as crianças sobre seus costumes, tradições  e valores, principalmente morais. A primeira, foi na Escola Parque onde sua filha já estudava no maternal. Durante toda sua carreira, por 55 anos, Brita usou sua fama criando oportunidades para falar sobre esta cultura tão menosprezada no Brasil. 
Nos anos 70, Brita tornou-se conhecida como a primeira Top Model do Rio de Janeiro, e trabalhou nessa profissão por 23 anos. Isso não significa ter sido a primeira modelo, e sim a primeira mais famosa modelo que fazia todas modalidades como: manequim (de passarela), modelo de editoriais de Moda e da categoria de  comerciais de TV e imprensa, fez desfiles, inúmeras matérias de moda, revistas e jornais, no Rio de Janeiro, São Paulo e pelo Brasil. A Ponte Aérea Rio-São Paulo, Brita fazia quase toda semana. Fez publicações de uma quantidade significativa de comerciais para TV e propagandas, entre outdoors e folders. Desfilava perucas Fizpan, no programa do Aerton Perlingeiro "Almoço com as Estrelas", nos anos 60, na TV Rio, também desfilou na TV Tupi , TV Continental e TV Excelsior.  
Lançou a marca Lycra, que foi trazida pelos americanos, desfilando pelas fábricas de tecidos por todo o Brasil, em Petrópolis, Joinville, Porto Alegre e entre outras.  
Foi capa de revistas de Moda das editoras Bloch, Abril, Vecchi e Globo. Semanalmente, estava nos editoriais de moda do Jornal do Brasil, Última Hora, Brazil Herald e entre outras. Trabalhou também como modelo na Inglaterra, França,Itália e México. Voltou ao Brasil em 1975, fazendo a mega campanha dos cigarros Hilton, com transatlântico e helicóptero.  

### Bailarina e Coreógrafa
Aos 10 anos, estudou dança com a professora semi-russa Irina Thessnakova. Após um longo período no exterior, Brita voltou a estudar dança quando tinha 22 anos, mas dessa vez nos Estados Unidos, na Academia Rolland Duprée (Jazz), quando já era casada com o produtor holandês Internacional de Cinema, Robert Baklker.   
Ao retornar ao Brasil não parou com as aulas de ballet, fazendo aulas até os 67 anos, em diversos estilos e profissionalizada no Sindicato de dança do Rio de Janeiro. como bailarina e coreógrafa. No Ballet Dalal Achar, além do ballet clássico com o professor Denis Gray, Brita estudou a Dança Flamenca, na Graciela Figueroa, estudou dança Contemporâneo, na Carlota Portela, jazz e sapateado, na Mercedes Batista, Afro; no Renato Vieira, Jazz, entre outros. Tornou-se coreógrafa contemporânea, e ganhou prêmio de segundo lugar com a coreografia "Dança das Bonecas" (1985) apresentada no Teatro Villa-Lobos, promovido pelo Ballet Dalal Achar. Coreografou o filme americano "Boca" em 1986 com produção de David Saunders.  
Foi professora de alongamento como personal  em academias, resultado de seu estudo, por alguns meses, na Academia de Jane Fonda em 1980 em Los Angeles. Em 1981, ensinou dança para alunos com Síndrome de Down. De 1982 a 1983, trabalhou no corpo de baile do Scala Rio, coreografada por Antônio Negreiros, onde também atuou como atriz na peça infantil "O Balão Mágico", interpretando a mãe da cantora Simony. Em 2020, quando deixou o ballet clássico, Brita criou sua própria série de aula corporal, misturando exercícios dessas diversas categorias e acrescentando exercícios e alongamentos de sua própria criação.  

### Social – Criação de Centro Cultural 2003/2008
Paralelamente a todas suas atividades artísticas, Brita teve uma longa trajetória em prestar assistência voluntária à crianças carentes, desde sua adolescência, em ruas e orfanatos.    
Em 2003, realizou seu sonho, fundando o Centro Cultural crianças afro-índio do Brasil. Fundou um Centro Cultural na favela de Pequerí, em Brás de Pina, Rio de Janeiro, situada perto do Morro do Alemão, Penha, na Baixada Fluminense. 
Brita estava produzindo o documentário americano "Pedacinho de Céu", sobre chorinho. Os diretores eram Sérgio Mielniczenko e Roee. Chegando lá, conversando com as crianças que tocavam choro numa escolinha de música, ela percebeu que as crianças conviviam diariamente com crimes, assustadas, e sem nenhum local cultural onde pudessem se reunir e aprender boas informações, não existia locais para elas fazerem cursos paralelos às suas escolas ou atividades lúdicas. Então, Brita, sozinha e sem contrato ou qualquer trabalho fixo, ouviu seu coração e adentrou a favela de Pequerí, saudando a Associação de Moradores, levando latas de tintas para melhorar a aparência da Associação, e as autoestimas de seus componentes. 
Logo pediu um espaço para montar um cantinho para as crianças, e foi oferecido uma pequena salinha no segundo andar dessa sede. Brita fez logo uma sala de leitura, e que foi se transformando, aos poucos, num grande centro cultural, em outra casa, Seu plano foi dar àquelas crianças e jovens todo seu conhecimento de vida, a mesma educação que dava a seus filhos, focando em leitura, conhecimentos gerais, biologia, arte, cultura indígena e africana , conhecimento ecológico e temas diversos, como seu pai lhe passara. Tudo isso de forma lúdica. E, como estímulo pontual, formar "soldados ecológicos" para protegerem a Natureza daquela comunidade e que isso se alastrasse pelas comunidades do Rio de Janeiro, despertando a todas crianças o interesse sobre proteção à natureza.
Esse Centro-Escola, ela mantinha com uma pequena e constante ajuda financeira de poucos amigos do Centro de Meditação Self-Realization, fornecendo aulas de Inglês (a pedido das crianças), Yoga (José Quirino da Sidha Yoga), informática (numa sala montada de computadores), meditação, poesia (ela como professora), Cultura Indígena (Administrada pelo indigenista e escritor João Américo Peret), teatro, capoeira (Mestre Splinter), Kickboxing e Reforço Escolar (Eusimar de Souza). Ela recolheu pela cidade do Rio, materiais como livros e DVDs, montou uma grande biblioteca e videoteca em que as crianças aprendiam assuntos interessantes, através de livros doados por seus amigos, desenvolvendo nelas um surpreendente interesse pela leitura. 
Quando Brita percebeu que elas não costumavam sair da comunidade onde moravam, promoveu passeios para conhecerem o Rio de Janeiro, levando-as nos pontos turísticos como o Corcovado, Parque Lage, exposições, teatros, e cinemas. Ela também os levou para conhecerem praias, porque mesmo morando no Rio, tão perto do mar, muitas nunca tinham ido à praia, e nenhuma tinha ido ao Teatro. Foram ao Teatro Villa Lobos (60 crianças, que tiveram um comportamento exemplar), também foram ao cinema e teatros no CCBB (Centro Cultural do Banco do Brasil), e até os levou em sua própria casa, um micro apartamento na floresta da TIjuca, mas com muito espaço e beleza externa, onde adoravam estar, atuou nesse projeto por cerca de 5 anos, sem nenhum envolvimento financeiro. Para obter recursos para levá- los aos passeios, ela recolhia boas roupas usadas de seus amigos, e montou em Pequerí, um bazar em que a venda dessas roupas para os próprios moradores, pagava grande parte dos gastos da produção desses passeios.

### Atriz de Teatro e TV
Em 1979, por dois anos, estudou arte dramática  no Teatro O Tablado com as professoras Maria Vohees, Sura Berditchevsky e Louise Cardoso. Em 1980 voltou a Los Angeles, para fazer curso de interpretação. Foi chamada para fazer um teste e ficou como atriz finalista para o filme Lagoa Azul 2, escolhida por Randal Kleiser, perdendo no final para uma atriz americana. No Rio, fez o curso de interpretação para TV com Wolf Maya. 
Como atriz, trabalhou na TV Globo por cerca de 35 anos de idas e vindas. Começou atuando em diversas linhas de show como Jô Soares, e em todos os programas do Chico Anysio, Trapalhões, Zorra Total e entre alguns também na TV Manchete. Ficou famosa no Brasil com o personagem Flora Própolis,da Escolinha do Professor Raimundo (1990-1994), cujo bordão era VIVA A NATUREZA!!!.  Seu sogro, Chico Anysio brincava na Escolinha do Professor Raimundo, dizendo "isto ainda vai me dar um neto", mas ele já existia. Era Rian Brito, que veio a ser um multimusico autodidata, desde 12 anos, e aos 14 anos já considerado gênio do baixo, pelos músicos profissionais. 
Em 2007, Brita escreveu, produziu e apresentou a comédia " FLORA NORDESTINA, A HEROÍNA QUE NÃO ACEITA PROPINA", que foi um grande sucesso no SESC de Bento Gonçalves, Rio Grande do Sul, durante o Congresso Brasileiro de Poesia, e levado também à ESCOLA BENTO GONÇALVES .
Em 2009, levou também no SESC, em Bento Gonçalves, neste mesmo evento poético "VERSOS EM MOVIMENTO", o monólogo musical poético, também escrito, produzido, coreografado e dirigido por Brita Brazil.
Em 2014, Brita Brazil fez a personagem Indira, em Malhação, por um ano (2014/2015), na TV Globo. Ela fazia uma professora de Yoga do Acquazen. Brita trabalhava nesta academia cuja dona era um personagem feito pela atriz Daniela Suzuki, 
Brita estava crescendo com seu personagem INDIRA, quando seu filho Rian,.determinado e talentoso baixista, que não usava nenhuma substância como álcool e drogas, a convite de um amigo de infância, caiu numa cilada denominada  Ayahuasca. Nessa experiência que não é revelada que a substância DMT faz parte da lista de PSICOTRÒPICO NA ANVISA e é considerado um ÒPIO na Holanda, não alertam que pode ser fatal . No Brasil omitem e negam, irresponsavelmente, essa informação até hoje (2024), enganando os jovens e aumentando o número de vítimas, diariamente, sem que isso seja contabilizado por órgãos municipais e estaduais.  Essa tragédia aconteceu quando Brita estava num ótimo momento de volta às telas, com o personagem INDIRA em MALHAÇÃO. Pela dor, Brita se afastou da TV pedindo sua saída definitiva da TV GLOBO, para evitar a convivência com certos atores que se beneficiam, financeiramente, da comercialização dessa droga..

### Cantora e Compositora
Brita se dedica à música há 45 anos. Ela compõe desde 1979, inspirada em seu amor/amigo, João GIlberto, para quem compôs cerca de 14 canções, a maioria já postada  no Youtube do CANAL DO "JOÃO GILBERTO por BRITA BRAZIL".   
Nos anos 90, Brita cantou em diversos bares do Rio, e em muitas cidades brasileiras (Búzios, Brasília, Maceió, Rio de Janeiro etc), Nos Estados Unidos em Los Angeles, Brita foi convidada a cantar  em diversos eventos, entre outros, a convite do grande guitarrista de Jazz-fusion Jeff Richman. Foi quando recebeu o elogio do crítico musical do jornal Los Angeles Times Don Heckman que disse  "Brita é uma nova talentosa compositora, que me faz lembrar Tom Jobim, em sua composição Bossa Brasil. Ela tem uma agradável voz aveludada. Vocês precisam ouvi-la".
Em 2001, adotou o nome artístico Brita Brazil. O motivo foi por depois de ter trabalhado em diversas artes, por 33 anos, como Márcia Brito, ela resolveu mudar de nome pelo preconceito que sofria, por ter sido atriz e modelo, que lhe trazia descrença no meio musical.  
Brita compôs, até hoje em 16 ritmos (Jazz, Blues, Bossa-nova, Samba, Pop, Rock, Bolero, Forró, Baião, Xote, Côco, Balada, Rap, Disco Music, Fox Trot,,Valsa....  Brita tem compostas e harmonizadas  mais de 160 canções. A maioria delas está em seu canal no Youtube- BRITA MUSIC,  no INSTAGRAM @brita_brazil, no SPOTIFY, DEEZER, AMAZON, além de em outros 29 streamings. 
Desde 2022 ela voltou com intensidade na Música, compondo e produzindo diversas gravações. Ela ROTEIRIZOU, PRODUZIU E DIRIGIU  os 4 videoclipes de seus lançamentos de 2022/2023. São as músicas: VENDEDOR, BOSSA BRAZIL, ambas tocada no violão e baixo por seu filho Rian Brito, e RIO-TENNESSEE - que BRITA compôs no baixo - e PARE DE RECLAMAR, forró. autêntico, por suas raízes, autenticamente, paraibanas. Ela toca gaita, estuda  e toca baixo, violão, e se dedica, em sua paixão Teoria Musical.. Em dezembro de 2022 fez o show BOSSA BRAZIL no Beco das Garrafas, local nobre da música brasileira, onde nasceu a Bossa Nova.    
Em 20155 Brita e seu filho Rian produziram o CD "FORRÓ CARIOCA", onde Rian toca violão, baixo e algumas percussões. O CD ainda não foi lançado, Brita aguarda contato para lançá-lo no Nordeste, de preferência em João Pessoa, na Paraíba, com músicos locais. @brita_brazil.    
Em 2024, Brita gravou três de suas músicas de Jazz. São elas JAZZ ONE, ONCE AGAIN E WHERE ARE YOU?, e também gravou  o vídeoclip delas, que são  parte do projeto de seu novo show com a maioria das suas canções em inglês, o  show SUAVIDADE (SOFTNESS)  estreia prevista para Janeiro de 2025., Além de autorais compostas em inglês, Brita vai cantar músicas americanas. Ela está acompanhada do grande guitarrista NITO LIMA.(guitarra e violão).   
Brita continua compondo, intensamente, em diversos ritmos, além de conduzir outras atividades artísticas. Brita é uma verdadeira usina de criatividade!  
ESCRITORA
Em 2019 Brita publicou 4 livros: RELATOS, efeitos colaterais da experiência com o Ayahuasca, QUEM É RIAN BRITO?, HILDA BRITO, A ARTE DE UMA ATREVIDA  e POESIA CONCISA. Em 2021, publicou  VIVO COMO DIRIJO, 50 ANOS SEM BATER (Manual de direção), Site dos livros: britabooks.

## Vida pessoal
Em 1976 casou-se com o produtor holandês Robert Bakker com quem teve sua filha, a produtora executiva  da Série "DOM", Ramona Bakker (Conspiração Filmes).. Ramona trabalhou na parte Internacional  e Diretora do Departamento de Autores da TV Globo, por mais de 10 anos. Ramona foi Produtora executiva  por muitos anos na Conspiração Filmes. Atualmente, produz na  ZOAR, onde ocupa o lugar do sócio dessa empresa, Robert Bakker, seu pai, famoso produtor holandês de cinema e publicidade   
Ramona nasceu em casa, em Hollywood, na época que seu pai , Robert Bakker, trabalhava na Universal Studios (Los Angeles, Califórnia, USA). 
Em 1989, Brita casou-se com o ator Nizo Neto, filho de Chico Anysio, com quem teve o filho RIAN BRITO (Falecido em 2016), um exímio baixista e produtor musical, considerado por todos os músicos que o conheciam. 
Brita tem 2 netos, Kauê e Victor Bakker, ambos na área artística , da idade de 28 e 29 anos, em 2024. Atualmente, ela produz gravações e divide as parcerias musicais nas produções, com seu neto Victor Bakker, que tem feito Remix de suas composições antigas, além de gravarem, constantemente, novas composições no estúdio do Victor Bakker;  
Brita é fluente e compõe em português, inglês e francês.  

## Filmografia

### Cinema
- The Rhinemann Exchange (Los Angeles) (1976)
- O Incrível Monstro Trapalhão (1981)
- Aventuras de um Paraíba (1982)
- Gabriela, Cravo e Canela (1983)
- Fulaninha (1986)[2]

### Televisão
| Ano       | Programa                        | Papel                                                 | Emissora   |
| --------- | ------------------------------- | ----------------------------------------------------- | ---------- |
| 1974      | Fantástico                      | Cabeça do Fantástico                                  | Rede Globo |
| 1978      | Os Trapalhões                   | Diversos personagens                                  | Rede Globo |
| 1978      | Chico City                      | Secretária do Sr, Gastão                              | Rede Globo |
| 1979      | Os Trapalhões                   | Diversos personagens                                  | Rede Globo |
| 1979      | Chico City                      | Diversos personagens                                  | Rede Globo |
| 1980      | Os Trapalhões                   | Diversos personagens                                  | Rede Globo |
| 1980      | Chico City                      | Diversos personagens                                  | Rede Globo |
| 1981      | Chico Total                     | Diversos personagens                                  | Rede Globo |
| 1981-1987 | Viva o Gordo                    | Diversos personagens                                  | Rede Globo |
| 1989      | Pacto de Sangue                 | Corpo de baile                                        | Rede Globo |
| 1989      | O Hospital                      | (Grávida do programa piloto Chico Anysio)             | Rede Globo |
| 1990-1994 | Escolinha do Professor Raimundo | Flora Própolis                                        | Rede Globo |
| 1992      | Casseta & Planeta, Urgente      | Atriz convidada                                       | Rede Globo |
| 1993-1994 | Escolinha do Professor Raimundo | Flora Própolis                                        | Rede Globo |
| 2005      | Sítio do Picapau Amarelo'       | Atriz convidada                                       | Rede Globo |
| 2006      | Páginas da Vida                 | Atriz convidada                                       | Rede Globo |
| 2011      | Aquele Beijo                    | Exorcista contratada por Joselito para exorcizar Iara | Rede Globo |
| 2011      | Fina Estampa                    | Atriz convidada                                       | Rede Globo |
| 2011-2013 | Zorra Total                     | Diversos personagens                                  | Rede Globo |
| 2014      | Malhação (22ª temporada)        | Indira                                                | Rede Globo |

## Livros
- 2019- RELATOS (43 depoimentos sobre o psicotrópico Ayahuasca)- Ver canal RELATOS no Youtube.
- 2019- QUEM É RIAN BRITO?
- 2019- POESIA CONCISA.
- 2019- HILDA BRITO, A ARTE DE UMA ATREVIDA.
- 2020- VIVO COMO DIRIJO, 50 ANOS SEM BATER.
- 2010- Interfaces de Amor e Paz (Poesias- Antologia Cappaz -Confraria Artistas e Poetas pela Paz- Membro desde 2007- vol 1)